# كورينث (أركنساس)
كورينث (بالإنجليزية: Corinth, Arkansas)‏ هي بلدة أمريكية تقع في الولايات المتحدة في مقاطعة ييل، أركنسو. يقدر عدد سكانها بـ 65 نسمة ومساحتها 8.4 كم2 و وترتفع عن سطح البحر 107 متر.